# Mniobia montium
Mniobia montium är en hjuldjursart som beskrevs av Murray 1911. Mniobia montium ingår i släktet Mniobia och familjen Philodinidae. Inga underarter finns listade i Catalogue of Life.